# Contea di Mengcheng
La contea di Mengcheng (蒙城县S, Méngchéng XiànP) è una contea della Cina, situata nella provincia dell'Anhui.